# Херман фон Хелмхолц
Херман Лудвиг Фердинанд фон Хелмхолц (Потсдам, 31. август 1821 — Берлин, 8. септембар 1894) је био немачки лекар и физичар. Сматра се једним од најзначајнијих научника 19. века. Још као младић, фон Хелмхолц је био заинтересован за природне науке, али га је отац послао на студије медицине због изгледније финансијске подршке од стране државе. По њему носи назив Хелмхолцова једначина. По њему је названо највеће немачко удружење истраживачких институција, Хелмхолцова асоцијација.
Херман се бавио физиологијом, физиком, математиком и психологијом. Након завршених медицинских студија био је професор физиологије у Кенигсбергу (данас Калињинград, Русија) (1849), Бону (1855) и Хајделбергу (1858), затим професор физике на Универзитету у Берлину (1871) и управник Физичко-техничког института у Берлину. Својим истраживањима физиологије дошао је до фундаменталних открића на подручју чула звука и светлости, брзине ширења живчаних импулса и реаговања мишића. За своја физиолошка истраживања конструисао је апарат за мерење и графичко бележење контракције мишића, офталмоскоп и друге инструменте, одредио закривљеност леће у оку, протумачио акомодацију ока његовом способношћу да у одређеним границама мења жижну даљину леће у оку. Развио Јангову теорију чула боја, полазећи од три основне боје – црвене, зелене и љубичасте – за које би у мрежњачи постојале три врсте живчаних ћелија и помоћу те теорије објаснио слепоћу за поједине боје. Протумачио функцију Кортијевог органа у уву и развио теорију боје тонова. Чуло боје тона растумачио је способношћу ува да сложене тонове раставља у њихове саставне делове, те је боја тона последица присуства виших хармоника. Хелмхолцове су теорије касније надоградили А. Отинџ, Рудолф Херман Лоце и Хуго Риман. За анализу звука конструисао је шупље стаклене кугле, назване Хелмхолцови резонатори.
Године 1857, објавио је рад о одржању силе, којим је, поред Роберта Мајера, Џејмса Џула и В. Kelvina, поставио закон очувања енергије, показавши истодобно да тај закон вреди и за животне процесе у организмима, што је коначно сасвим потиснуло веровање у такозвану животну силу. У хидродинамици, Хелмхолц је први математички развио теорију вртлога. Проучавајући електролизу, поставио је хипотезу честичне природе електрицитета. Дао је значајне приносе електродинамици, оптици и термодинамици. Показао је могућност примене принципа најмањег деловања у споменутим гранама физике. Осим тога, објаснио је низ метеоролошких појава и настајање морских таласа. Његови радови у метеорологији односе се на теоретске доприносе: Хелмхолцова слободна енергија термодинамичка је функција стања која у реверзибилном изотермичком процесу расте с радом који се обавља у систему; Хелмхолцова нестабилност односи се на хидродинамичку нестабилност која произлази из смицања или дисконтинуитета у струји на граници два хомогена флуида, те се тада ствара такозвани Хелмхолцов талас, који је нестабилан. Хелмхолц је развио једначине и теореме у математици и физици које се и данас користе, посебно у динамичкој метеорологији. Значајан је и његов рад о геометрији, који расправља о чињеницама које формирају њене основе. Без обзира на необично широку научну делатност, Хелмхолц је у сваком подручју поставио генијалне хипотезе, открио основне законитости и развио посебну методологију експериментисања, укључујући у то и конструкцију нужних направа.

## Животопис
Његов је живот био у знаку потпуне преданости науци и један је од најзначајнијих научника 19. века. Као млади човек, фон Хелмхолц је био заинтересован за природне науке, али га је отац послао на студије медицине због изгледније финанцијске подршке од стране државе. Широког спектра интереса, фон Хелмхолц је писао о старости Земаљске кугле до описа Сунчевог система.
Прво значајније научно остварење је било 1847. када је открио принцип очувања енергије код метаболизма мишића. Потврдио је да не постоји животна снага у организму која додаје енергију за покрете мишића. Полазећи од ранијих радова Сади Карноа, Емила Клаперона и Џејмсa Џулaа, поставио је односе између механике, топлоте, светлости, електрицитета и магнетизма односећи се према њима као појавности једне силе (енергије у модерним терминима. Своје теорије је објавио у књизи О очувању силе (нем. Über die Erhaltung der Kraft, 1847.).
Имао је радове у осетилној физиологији, а (његов студент Вилхелм Вунт успешно је наставио та истраживања). Фон Хелмхолц је значајније допринео медицини на пољу офталмологије. Изумео је офталмоскоп, инструмент који се користи за испитивање унутрашњости људског ока. Тако је постао познат преко ноћи у целом свету. Његово главно дело Приручник за физиолошку оптику (нем. Handbuch der Physiologischen Optik), даје емпиријске теорије за просторни вид у боји и опажање покрета. Тај је приручник постао основно референтно дело на свом пољу током друге половине 19. века. Његова теорија о акомодацијском рефлексу остала је непромењена све до последње деценије 20. века.
Фон Хелмхолц је 1863. објавио књигу „Die Lehre von den Tonempfindungen als physiologische Grundlage für die Theorie der Musik” показујући и даље интерес за физику опажања. Та је књига утицала на музикологе све до 20. века. На том пољу изумео је такозвани Хелмхолцов резонатор како би приказао снагу различитих тонова. У електромагнетизму је проучавао лонгитудиналне таласе, али није дао већи прилог на том подручју. Његов студент Хајнрих Рудолф Херц постао је познат по првом експерименту електромагнетног зрачења. Ипак фон Хелмхолц је предвидео електромагнетско зрачење из Максвелових једначина и таласна једначина сада носи његово име. Такође, немачко удружење истраживачких института носи његово име. Неки од његових студената (био је професор у Кенигсбергу, Бону, Хајделбергу и Берлину) који су касније постали познати су: Макс Планк, Хајнрих Кајзер, Јуџин Голдстајн, Вилхелм Вин, Артур Кениг, Хенри Августус Роуланд, Алберт Абрахам Мајкелсон и Михајло Пупин.

### Хелмхолцов резонатор
Хелмхолцов резонатор је свака кугласта шупљина која има властиту резонантну фреквенцију . Фреквенција зависи о полупречнику шупљине R, дужине l и полупречника r спојног канала те о густини, влажности и температури ваздуха. Користи се при акустичким испитивањима те за пригушивање буке, као елемент пригушивача. За ваздух релативне влажности око 60%, температуру око 20 °, te притисак око 105  вреди:
{\displaystyle f_{0}={\frac {v}{2\cdot \pi }}\cdot {\sqrt {\frac {A}{V_{0}\cdot L_{eq}}}}}
где је: v - брзина звука, A - пресек спојног канала,  - статичка запремина шупљине,  - еквивалентна дужина спојног канала, која се може узрачунати из
{\displaystyle L_{eq}=l+0,6\cdot r}

## Дела
- Priručnik fiziološke optike (njem. Handbuch der physiologischen Optik, 1867.),
- Nauk o tonskim osjetima kao fiziološkim temeljima za teoriju glazbe (njem. Die Lehre von den Tonempfindungen als physiologische Grundlage für die Theorie der Musik, 1863., 6. izd. 1913.).
- „On the Conservation of Force”. 1847. HathiTrust
- Helmholtz, Herman (1876). „On the Limits of the Optical Capacity of the Microscope”. Monthly Microscopical Journal. 16: 15—39. doi:10.1111/j.1365-2818.1876.tb05606.x.
- On the Conservation of Force (1895) Introduction to a Series of Lectures Delivered at Carlsruhe in the Winter of 1862–1863, English translation
- On the Sensations of Tone as a Physiological Basis for the Theory of Music (downloadable from California Digital Library) Third Edition of English Translation, based on Fourth German Edition of 1877, By Hermann von Helmholtz, Alexander John Ellis, Published by Longmans, Green, 1895, 576 pages
- On the Sensations of Tone as a Physiological Basis for the Theory of Music (downloadable from Google Books) Fourth Edition, By Hermann von Helmholtz, Alexander John Ellis, Published by Longmans, Green, 1912, 575 pages
- „Treatise on Physiological Optics”. 1910. Архивирано из оригинала 27. 09. 2018. г. three volumes. English translation by Optical Society of America (1924–25).
- Popular lectures on scientific subjects (1885)
- Popular lectures on scientific subjects second series (1908)